# Spirits (film, 2008)
Pour le pluriel du mot anglais, voir spirit.
Pour les articles homonymes, voir Spirits.
Pour plus de détails, voir Fiche technique et Distribution.
Spirits ou Obturateur au Québec (Shutter), est un film d'horreur américano-japonais réalisé par Masayuki Ochiai, sorti en 2008. Ce film est le remake américain du film d'horreur thaïlandais Shutter de Banjong Pisanthanakun et Parkpoom Wongpoom.

## Synopsis
Deux jeunes mariés, Jane Shaw (Rachael Taylor) et Benjamin « Ben » (Joshua Jackson), vont vivre à Tokyo, au Japon. Ben est photographe de mode. Un jour, en montant le mont Fuji en voiture, ils renversent une jeune fille (Megumi Okina) apparue soudainement en travers de la route. Mais ils ne découvrent aucun corps. Le couple continue alors sa vie, malgré le choc psychologique.
Alors que le photographe s'intègre bien à la métropole, sa femme se sent mal à l'aise. Après quelques clichés, Ben découvre des formes blanches ressemblant à un fantôme, sur toutes ses photos. Jane pense qu'il s'agit du fantôme de la jeune fille qu'ils ont renversée, revenant pour assouvir sa vengeance.

## Fiche technique
- Titre : Spirits
- Titre original : Shutter
- Titre québécois : Obturateur
- Réalisation : Masayuki Ochiai
- Scénario : Luke Dawson et Kazuko Shingyoku[1]
- Production : Doug Davison, Takashige Ichise et Roy Lee
  - Production déléguée : Gloria Fan et Sonny Mallhi
- Sociétés de production : 
  -  Japon : Ozla Pictures
  -  États-Unis : Regency Enterprises et Vertigo Entertainment
- Distribution :  États-Unis,  Japon et  France : 20th Century Fox
- Musique : Nathan Barr
- Photographie : Katsumi Yanagishima (en)
- Montage : Timothy Alverson et Michael N. Knue
- Décors : Norifumi Ataka
- Costumes : Akiko Nomura et Minako Matsumoto[1]
- Pays :  États-Unis et  Japon
- Langue : Anglais, Japonais
- Genre : Horreur, fantastique et thriller
- Durée : 85 minutes / 90 minutes (version non-censurée)
- Format : Couleur - Son : Dolby
- Budget :
- Dates de sortie :
  -  Islande : 19 mars 2008 (première mondiale)
  -  États-Unis : 21 mars 2008
  -  Belgique : 2 juillet 2008
  -  France : 27 août 2008
  -  Japon : 6 septembre 2008
- Interdit aux moins de 12 ans

## Distribution
- Joshua Jackson (VF : Alexandre Gillet) / VQ : Patrice Dubois : Benjamin « Ben » Shaw, photographe de mode
- Rachael Taylor (VF : Élisabeth Ventura) / VQ : Viviane Pacal : Jane Shaw, épouse de Ben
- Megumi Okina (VF : en:Clémence Verniau) : Megumi Tanaka, ex-compagne de Ben dont le fantôme le persécute
- David Denman (VF : Xavier Fagnon) / VQ : Tristan Harvey : Bruno, ami de Ben
- John Hensley (VF : Sébastien Desjours) / VQ : Jean-François Beaupré : Adam, ami de Ben
- Maya Hazen (VF : Edwige Lemoine / VQ : Catherine Bonneau[2]) : Seiko
- James Kyson Lee (VF : Stéphane Fourreau) : Ritsuo
- Yoshiko Miyazaki : Akiko
- Kei Yamamoto (en) : Murase
- Daisy Betts : Natasha
- Adrienne Pickering : Megan
- Eri Otoguro (de) (VF : en:Clémence Verniau) : Yoko

## Production

### Tournage
Plusieurs scènes ont été tournées dans les studios de la Toho Company Ltd. où ont été tournés les films d'Akira Kurosawa et plusieurs films de la série Godzilla.